# Harneruelo
En arquitectura y construcción, el harneruelo es el paño horizontal que forma el centro de la mayor parte de los armaduras con maderas labradas de tres o cinco paños y por extensión, cualquier techo de madera recubierto de motivos artísticos. En plural, se refiere al área formada a partir de los nudillos.

## Nombre y etimología
El harneruelo es un nombre general para un tipo de artesonado documentada por primera vez en el diccionario de la RAE en 1927. La palabra harneruelo deriva del diminutivo de harnero y esta, del latín [cribrum] farinarium, utensilio para cribar la harina. Es sinónimo de almizate.

## Arquitectura de Asia Oriental
Podemos encontrar estructuras similares a los harneruelos en la arquitectura de Asia oriental, en donde se caracteriza por convenciones muy desarrolladas en cuanto a su estructura y ubicación. Es un ornamento arquitectónico que se encuentra típicamente en el techo de los templos y palacios, generalmente en el centro y directamente sobre el trono principal, el asiento o la figura religiosa. También es conocido como "techo de cajón" o "techo de tela de araña.
El harneruelo es generalmente un panel hundido empotrado en el techo. A menudo está en capas y ricamente decorado. Las formas comunes incluyen cuadrados, octógonos, hexágonos, círculos y una combinación de estos. En China, existen paños similares, que pueden ser cóncavos y se denominan zaojing.

## Galería

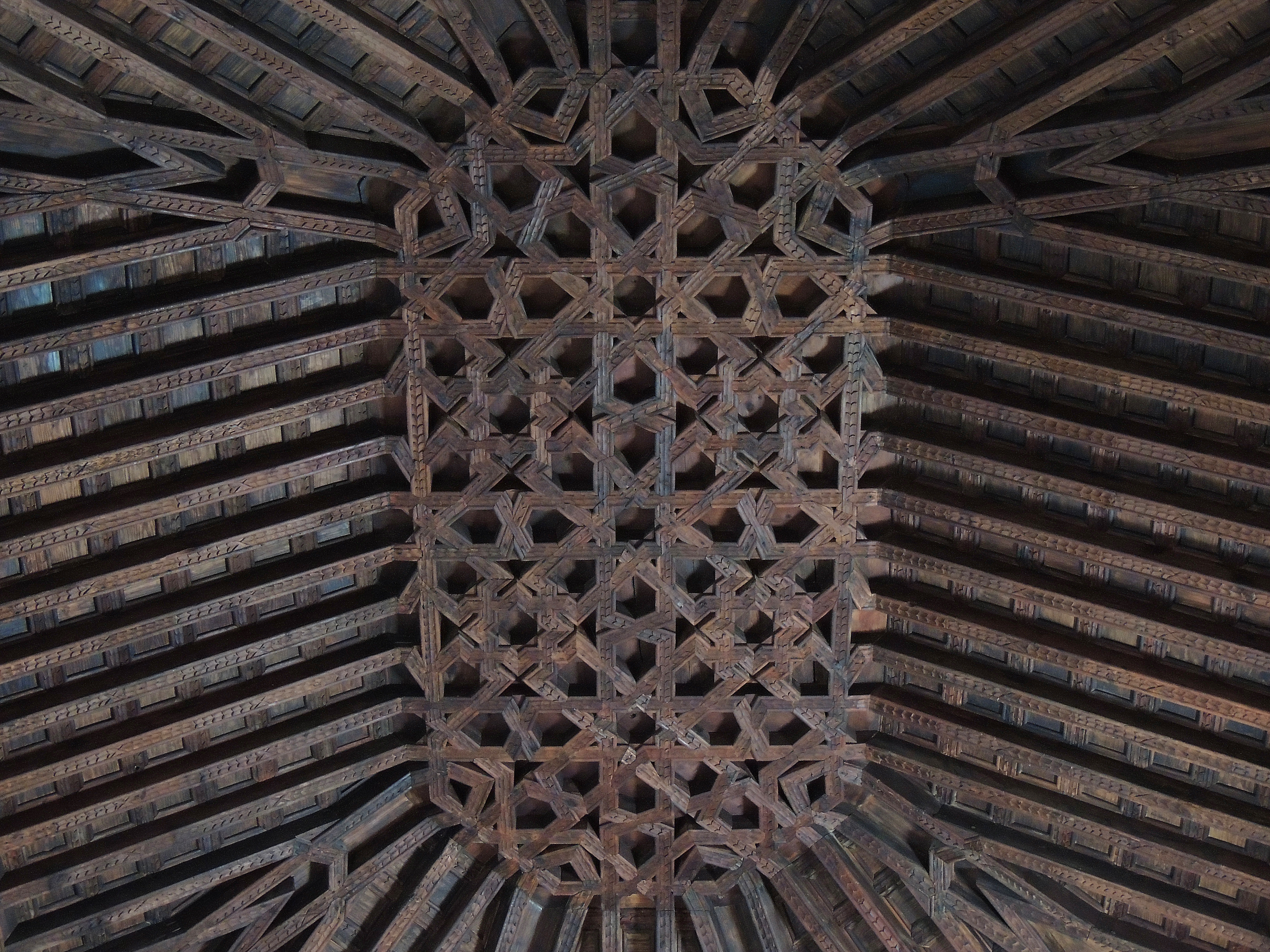
Harneruelo de la Iglesia de Santa María la Blanca de Canillejas.
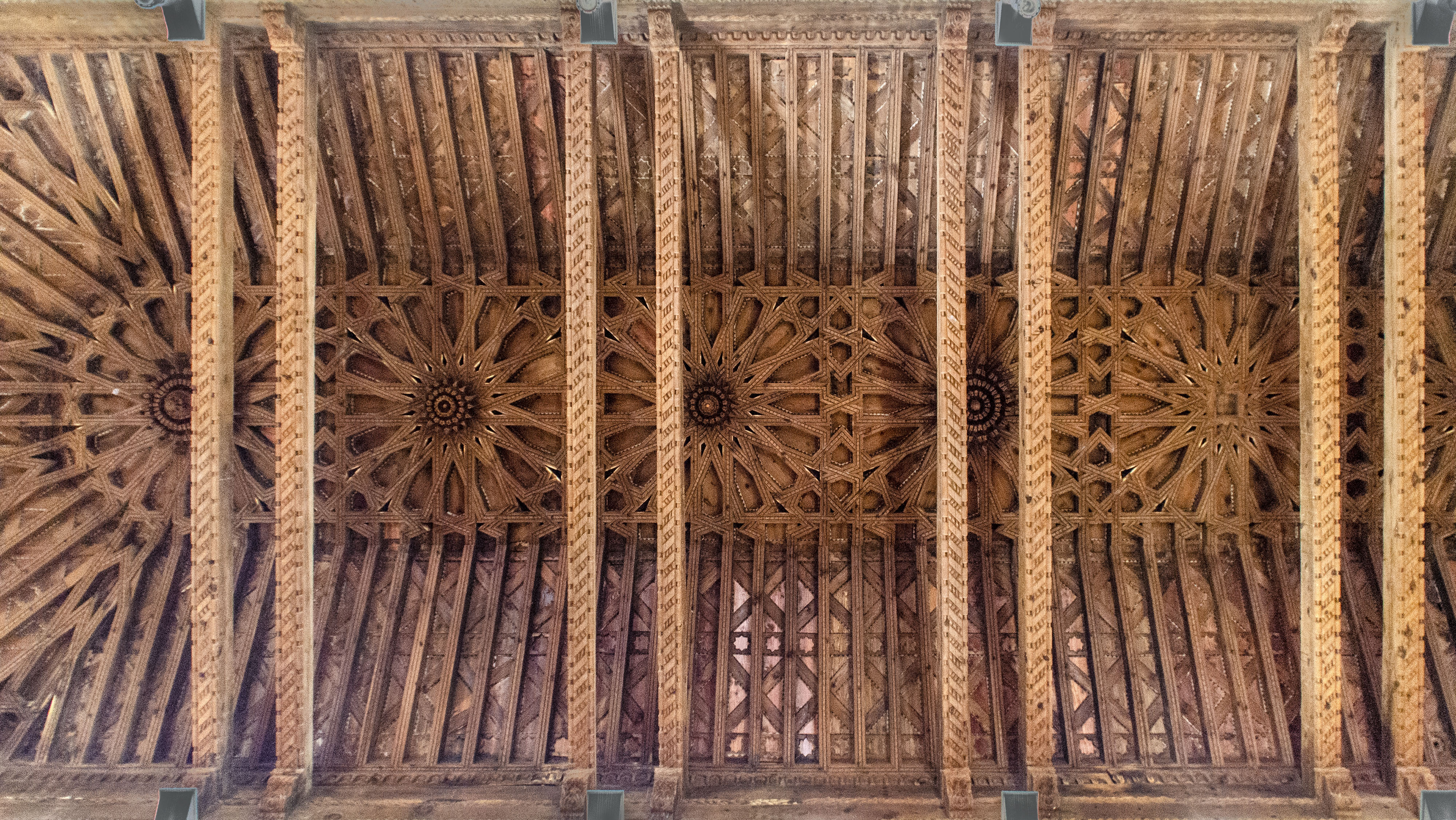
Harneruelo en la iglesia de Narros del Castillo.
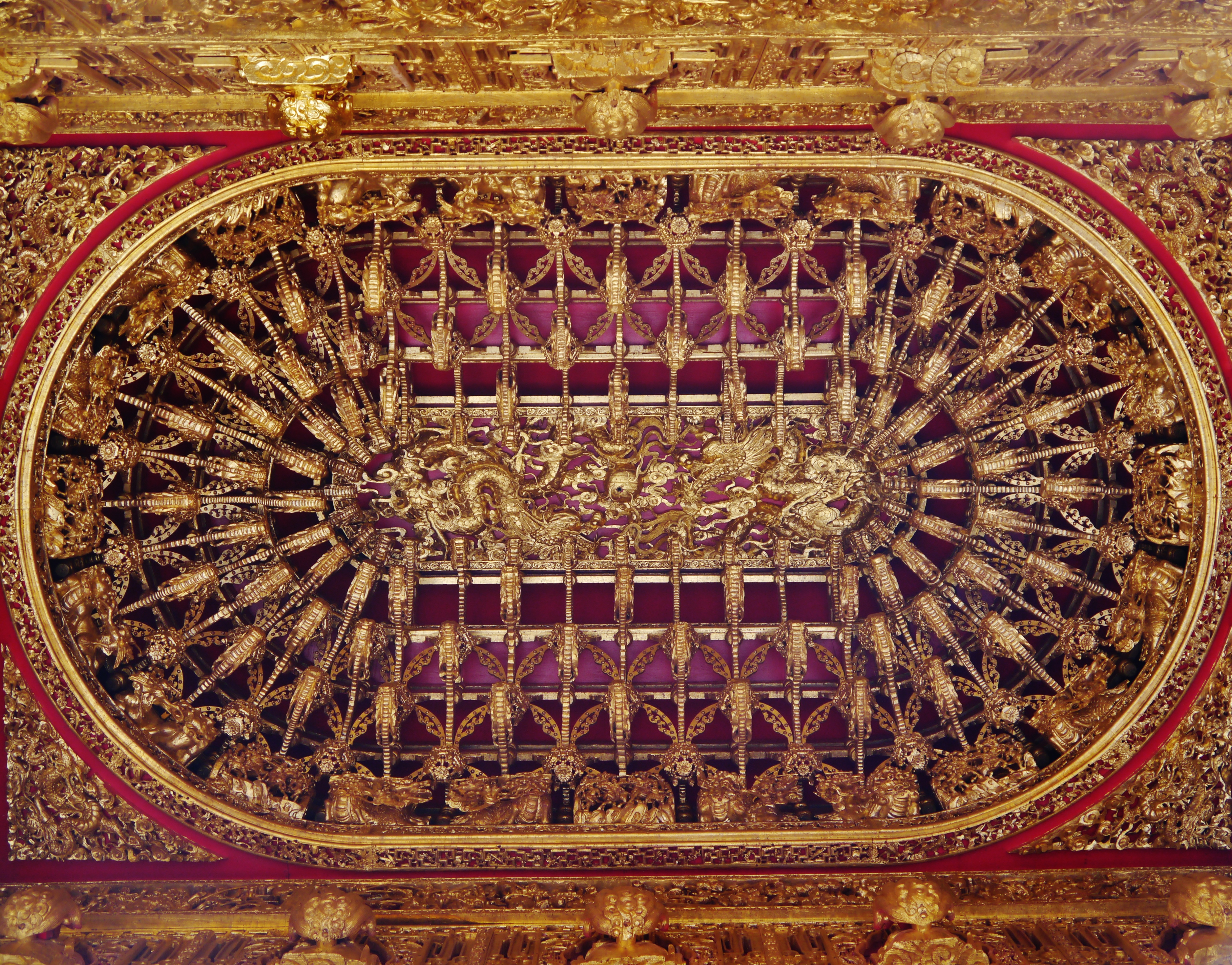
Zaojing en el templo de Donggang Donglong.
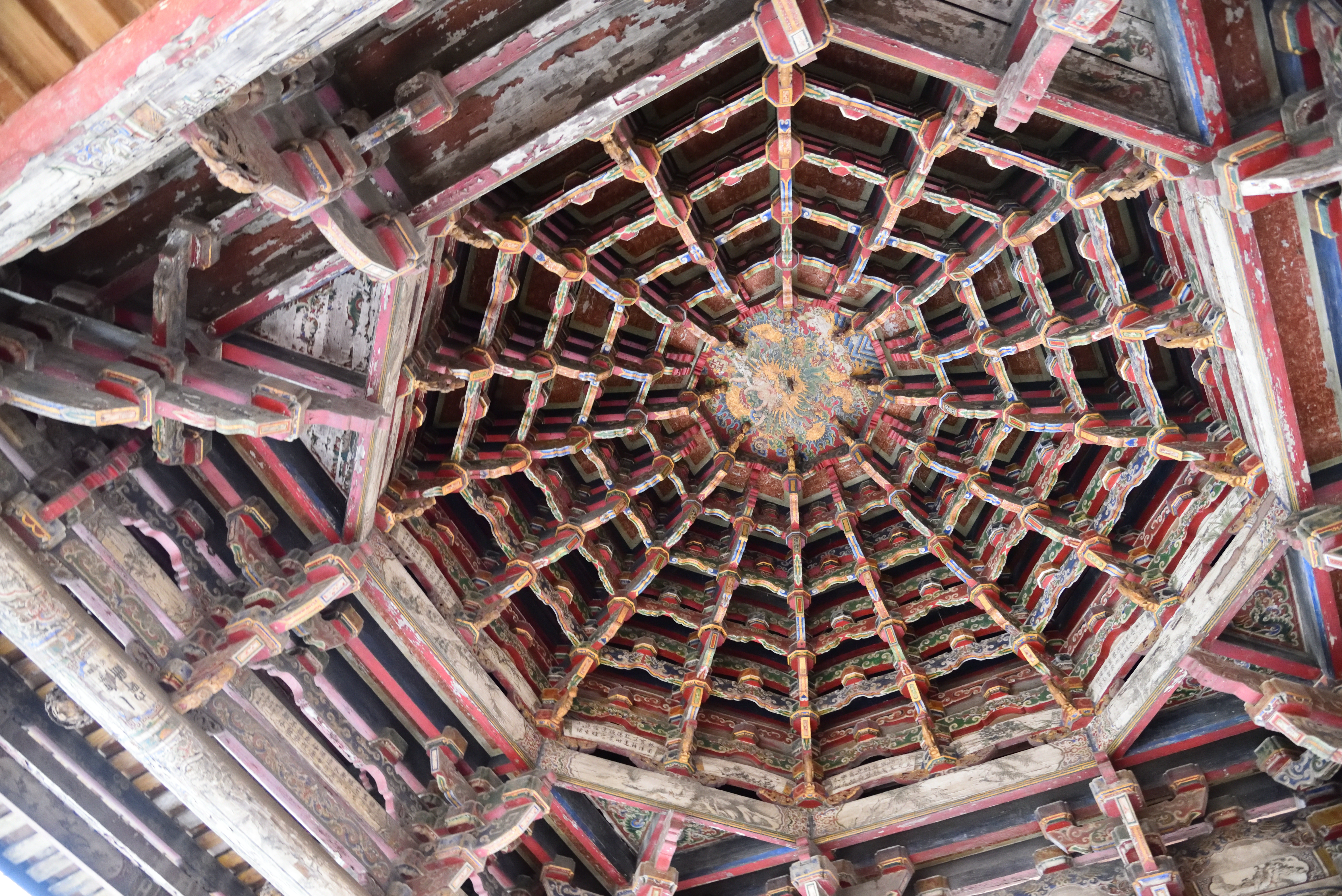
Harneruelo en el templo Lukang Longshang.
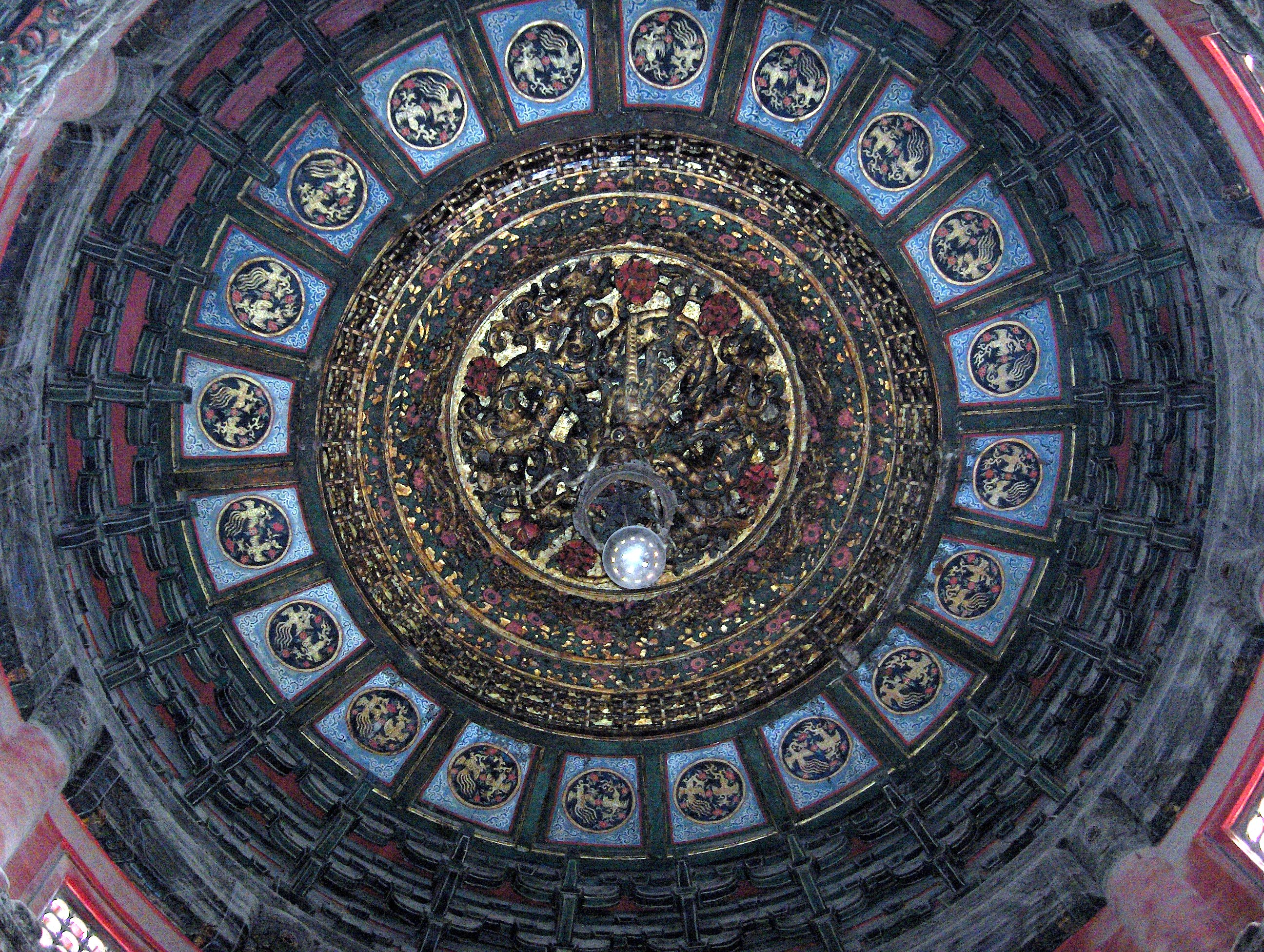
'Zaojing' en un edificio de la Ciudad Prohibida en Beijing.